# Zingeria
Genre
Synonymes
- Zingeriopsis Prob.[2]

Zingeria est un genre de plantes monocotylédones de la famille des Poaceae, 
sous-famille des Pooideae, originaire d'Eurasie, qui comprend cinq espèces acceptées.
Ce sont des plantes herbacées, annuelles, de 20 à 50 cm de haut. Les inflorescences sont des panicules ouvertes délicates. Cette espèce se rencontre dans les habitats ouverts, dans les prairies et sur les rives des cours d'eau.

## Liste d'espèces
Selon The Plant List (27 mai 2018) :
- Zingeria biebersteiniana (Claus) P.A.Smirn.
- Zingeria kochii (Mez) Tzvelev
- Zingeria pisidica (Boiss.) Tutin
- Zingeria trichopoda (Boiss.) P.A.Smirn.
- Zingeria verticillata (Boiss. & Bal.) Chrtek